# Бернадовка
Бернадовка (укр. Бернадівка) — село в Микулинецкой поселковой общине Тернопольском районе Тернопольской области Украины.
До 2020 года входило в Теребовлянский район.
Население по переписи 2001 года составляло 282 человека. Занимает площадь 0,814 км². Почтовый индекс — 48127. Телефонный код — 03551.

## История
С 1946 по 1990 г. носило название Лощиновка.